# Sabershausen
Das Dorf Sabershausen, im örtlichen Dialekt Sawasch, liegt inmitten der Mittelgebirgslandschaft des Hunsrück in der Verbandsgemeinde Kastellaun im Rhein-Hunsrück-Kreis, Rheinland-Pfalz.

## Geographie
Sabershausen liegt auf einem Höhenzug in der Mittelgebirgslandschaft des nördlichen Hunsrück. Hier entspringt der Lützbach.

## Geschichte
Sabershausen wird erstmals 1100 in einem Güterverzeichnis des Stiftes Karden als Sauereshusen erwähnt. In der Bestätigung dieser Güter von Papst Urban III. findet es sich als Sauirthusen. Der Ort war Teil des Beltheimer Gerichts und gehörte damit als Kondominium drei Herrschaften: Kurtrier, Grafschaft Sponheim (als Nachfolger der Herren von Waldeck) und den Herren von Braunshorn. Im 13. und 14. Jahrhundert ist ein Rittergeschlecht „von Sauershusen“ nachweisbar. Der „Ritter Hermann von Sabershausen“ (Sauershusen), dessen Ehefrau Mechtild und Sohn Hermann hatten ein Burghaus auf Burg Waldeck und waren Mitbesitzer der Wildburg im Soonwald.
Im Rahmen der in der zweiten Hälfte der 1960er Jahre begonnenen ersten rheinland-pfälzischen Verwaltungs- und Gebietsreform wurde die bis dahin selbständige Gemeinde Sabershausen zum 17. März 1974 aufgelöst und aus ihr und drei weiteren Gemeinden die heutige Ortsgemeinde Dommershausen neu gebildet.

## Ortsbeirat und Ortsvorsteher
Der Ortsbezirk Sabershausen besitzt einen eigenen Ortsbeirat und einen Ortsvorsteher.
Der Ortsbeirat besteht aus neun Mitgliedern.
Brigitte Olbermann wurde 2024 Ortsvorsteherin von Sabershausen.
Ihr Vorgänger war Johannes Ternes.

## Freizeit
Der Hunsrück-Mosel-Radweg verläuft durch den Ort.

## Mit Sabershausen verbunden
- Hubertus Becker (* 1951), Autor, in Sabershausen aufgewachsen